# エコキップ
エコキップは、札幌市交通局が毎月5日と20日（さわやかノーカーデー）に発売していた一日乗車券。2010年11月20日をもって廃止。未使用券の払戻は、2011年3月31日まで受け付けた。

## 廃止時の料金
- 大人：700円
- 子供：350円

## 利用できた交通機関
- 札幌市営地下鉄
- 札幌市電
- 北海道中央バス
- ジェイ・アール北海道バス
- じょうてつバス

バスは旧札幌市営バス路線（またはそれに準ずる区間）を運行するものに限られ、かつ対キロ制運賃を採る区間は対象外であった。

## その他
- このカードを協賛事業所に提示すると割引を受けられる特典があった。